# Liber daticus
Liber daticus (lat. "gavebogen") var i middelalderen en fortegnelse over modtagne gaver i katolske klostre og domkapitler. I den evangelisk-lutherske kirke er liber daticus en betegnelse for kaldsbogen, hvori præsten kan indføre, hvad der er af interesse for efterfølgerne.

## Liber daticus vetustior
En kendt liber daticus er Liber daticus vetustior, "den ældre gavebog", også kendt som Lunds domkyrkas martyrologium. Det er et håndskrift af 133 blade i folio fra Lunds Domkirke, der nu opbevares på Lunds Universitet.
Skriftet stammer fra Frankrig (muligvis fra Metz eller Reims) og er dateret til cirka 1135. I sin oprindelige form var det et martyrologium, det vil sige et helgenkalendarium med kortfattede levnedsbeskrivelser og uddrag af tilhørende legender. Efter at bogen kom til Lund (formodentlig takket være ærkebiskop Eskil), er den blandt andet blevet suppleret med en levnedsbeskrivelse om Knud den Hellige. I forbindelse med de dage, da respektive anniversarier skulle fejres, er indføjet notitser angående kirkens donatorer og optegnelser om deres gaver samt en del fra et ældre nu tabt nekrologium overførte dødsnotitser, af hvilke den ældste angår biskop Egino af Lund, der døde den 19. oktober 1072.
Gennem 300 år (1140–1410) er bogen forsynet med marginoptegnelser om døde, hvilket gør den til en vigtig kilde til både Lunds, Skånes og Danmarks middelalderhistorie.  